# Olympische Sommerspiele 2020/Radsport – Teamsprint Bahn (Männer)
Der Teamsprint der Männer bei den Olympischen Spielen 2020 in Tokio wurde am 3. August 2021 im Izu Velodrome ausgetragen.

## Qualifikation
| Rang | Nation         | Athleten                                           | Zeit (s) | Anmerkungen |
| ---- | -------------- | -------------------------------------------------- | -------- | ----------- |
| 1    | Niederlande    | Roy van den Berg Harrie Lavreysen Matthijs Büchli  | 42,134   | OR          |
| 2    | Großbritannien | Ryan Owens Jack Carlin Jason Kenny                 | 42,231   |             |
| 3    | Australien     | Matthew Richardson Matthew Glaetzer Nathan Hart    | 42,371   |             |
| 4    | Frankreich     | Florian Grengbo Sébastien Vigier Rayan Helal       | 42,722   |             |
| 5    | Neuseeland     | Sam Dakin Ethan Mitchell Sam Webster               | 43,066   |             |
| 6    | ROC            | Denis Dmitrijew Iwan Gladyschew Pawel Jakuschewski | 43,097   |             |
| 7    | Deutschland    | Timo Bichler Stefan Bötticher Maximilian Levy      | 43,140   |             |
| 8    | Polen          | Krzysztof Maksel Patryk Rajkowski Mateusz Rudyk    | 43,516   |             |

## Erste Runde
Die Duelle setzten sich aus der Qualifikation wie folgt zusammen:
Lauf 1: 4. gegen 5.
Lauf 2: 3. gegen 6.
Lauf 3: 2. gegen 7.
Lauf 4: 1. gegen 8.
Die zwei schnellsten Gewinnerpaare qualifizierten sich für das Rennen um Gold, die beiden dritt- und viertschnellsten Teams für das Rennen um Bronze.
| Rang | Lauf | Nation         | Athleten                                           | Zeit (s) | Anmerkungen |
| ---- | ---- | -------------- | -------------------------------------------------- | -------- | ----------- |
| 1    | 4    | Niederlande    | Jeffrey Hoogland Harrie Lavreysen Roy van den Berg | 41,431   | QG, OR      |
| 2    | 3    | Großbritannien | Jack Carlin Jason Kenny Ryan Owens                 | 41,829   | QG          |
| 3    | 2    | Australien     | Matthew Glaetzer Nathan Hart Matthew Richardson    | 42,103   | QB          |
| 4    | 1    | Frankreich     | Florian Grengbo Rayan Helal Sébastien Vigier       | 42,294   | QB          |
| 5    | 3    | Deutschland    | Timo Bichler Stefan Bötticher Maximilian Levy      | 42,733   |             |
| 6    | 2    | ROC            | Denis Dmitrijew Iwan Gladyschew Pawel Jakuschewski | 42,915   |             |
| 7    | 1    | Neuseeland     | Sam Dakin Ethan Mitchell Sam Webster               | 42,978   |             |
| 8    | 4    | Polen          | Krzysztof Maksel Patryk Rajkowski Mateusz Rudyk    | 43,307   |             |

- QG = Qualifiziert für das Rennen um Gold
- QB = Qualifiziert für das Rennen um Bronze

## Finale
| Rang              | Nation         | Athleten                                                           | Zeit (s) | Anmerkungen     |
| ----------------- | -------------- | ------------------------------------------------------------------ | -------- | --------------- |
| Rennen um Platz 7 |                |                                                                    |          |                 |
| 7                 | Neuseeland     | Callum Saunders Ethan Mitchell Sam Webster                         | 43,703   |                 |
| 8                 | Polen          | Krzysztof Maksel Patryk Rajkowski Mateusz Rudyk                    | 46,431   |                 |
| Rennen um Platz 5 |                |                                                                    |          |                 |
| 5                 | Deutschland    | Timo Bichler Stefan Bötticher Maximilian Levy                      | 0,000    |                 |
| 6                 | ROC            | Denis Dmitrijew Iwan Gladyschew Pawel Jakuschewski                 | DSQ      | zwei Fehlstarts |
| Rennen um Bronze  |                |                                                                    |          |                 |
| 3                 | Frankreich     | Florian Grengbo Sébastien Vigier Rayan Helal                       | 42,331   |                 |
| 4                 | Australien     | Matthew Glaetzer Nathan Hart Matthew Richardson                    | 44,013   |                 |
| Rennen um Gold    |                |                                                                    |          |                 |
| 1                 | Niederlande    | Jeffrey Hoogland Harrie Lavreysen Roy van den Berg Matthijs Büchli | 41,369   | OR              |
| 2                 | Großbritannien | Jack Carlin Jason Kenny Ryan Owens                                 | 42,542   |                 |

- Der niederländische Fahrer, dessen Name kursiv geschrieben ist, bestritt lediglich die erste Runde des Wettbewerbs.